# Philippe Barbeau
Pour les articles homonymes, voir Barbeau et Philippe Barbeau (ingénieur du son).
Philippe Barbeau est un auteur de littérature de jeunesse né le 16 juin 1952 à Blois, également conteur.
Il réside dans le Doubs, à quelques kilomètres de Besançon.

## Œuvres
- Parues chez La poule qui pond
  - Graines de montagne (2016), illustré par Etienne Pageault
- Parues chez L'atelier du poisson soluble
  - Les silences des pierres (2010), illustré par Marion Janin
  - Le type (1999), illustré par Fabienne Cinquin
  - Le Zutécrotte et autres monstres des cités hachélaimes (coll Queue de poisson, 2008), illustrée par Emilie Harel
  - Histoire à ruminer (coll Boîtes à pourquoi, 1997), illustré par Pascal Tétrel
  - Le catalogue de Charrettazinzins (2003), illustré par Michel Riu
- Parues chez Oskar
  - Le dernier été des enfants à l'étoile (coll Histoire et société, 2010), coécrit avec Annette Krajcer), illustré par Stéphanie Hans
  - Nelson Mandela, humble serviteur de son peuple (coll Histoire et société, 2010), illustré par Stéphanie Hans
  - Le passeur de Moque-Souris (coll Histoire et société, 2010), coécrit avec Christian Couty), illustré par Stéphanie Hans
  - Le Résistant de Trotte-Menu (coll Histoire et société, 2011), coécrit avec Christian Couty), illustré par Stéphanie Hans
- Parues chez Hatier
  - Course poursuite à la Bastille (coll "Hatier poche - Les enquêteurs du Net" 2009), illustré par Jérôme Brasseur
  - Sur une île inconnue avec Christophe Colomb (coll "Hatier poche - Les enquêteurs du Net" 2008), illustré par Jérôme Brasseur[1]
  - Attaques à Lascaux (coll "Hatier poche - Les enquêteurs du Net" 2008), illustré par Jérôme Brasseur
  - Mystères à la cour de Louis XIV (coll "Hatier poche - Les enquêteurs du Net" 2008), illustré par Jérôme Brasseur
  - Il faut sauver Laika! (coll "Hatier poche - Les enqueteurs du Net" 2010), illustré par Jérome Brasseur
  - Prisonniers de Toutankhamon (coll "Hatier poche - Les enqueteurs du Net" 2011), illustré par Jérome Brasseur
- Parues chez Nathan
  - 1917-1919 - Un frère d'Amérique (coll Les romans de la mémoire, 2008), coécrit avec Christian Couty), illustré par Olivier Balez
  - Juin 40 - Peur sur la route ! (coll Les romans de la mémoire, 2003), illustré par Olivier Balez
  - Histoires de monstres familiers (coll Histoire à raconter, 1992), illustré par Pierre Cornuel
- Parues chez Rageot
  - Ma journée à la ferme (coll Petits romans, 2008), illustré par Thierry Nouveau
  - Une journée au Château fort (coll Cascade - Arc en ciel, 2004), illustré par Thierry Nouveau
  - Le stylo magique (coll Cascade - Contes, 2000), illustré par Thierry Christmann
  - Carton rouge et mort subite (coll "Cascade policier" 2003 puis Heure noire 2006), coécrit avec Roger Judenne
  - Le Château de tous les dangers (coll "Cascade policier" 2003 puis Heure noire 2008), coécrit avec Roger Judenne
  - L'éléphant volant (coll Cascade - Arc en ciel, 2004), illustré par Thierry Christmann
  - Le coq nageur (coll Cascade, 2005), illustré par Thierry Christmann
  - Une souris chez les pompiers (coll Cascade, 2006), illustré par Thierry Christmann
  - Un ami dans les étoiles (coll Cascade - Contes, 2001)
- Parues chez Syros
  - La Guerre d'Eliane (coll Tempo, 2006), illustré par Beatrice Alemagna
  - Le bonheur d'Eliane (coll Tempo, 2006), illustré par Beatrice Alemagna
  - L’Avenir d’Eliane (coll Tempo, 2007), illustré par Beatrice Alemagna
  - Le rêve d'Eliane (coll Tempo, 2009), illustré par Beatrice Alemagna
  - Reviens, maman ! (coll Souris poche, 2002), illustré par Claire Nadaud
- Parues chez Père Castor/Flammarion
  - L'année Rase-Bitume (coll Junior, 1996), illustré par Solvej Crévelier
  - Cornes d'Aurochs et Poils de Yack (coll Cadet, 1990), illustré par Gérard Franquin
  - Accroche-toi Faustine (coll Sénior, 1991)
  - Un sprint pour Marie (coll Sénior)
  - L'odeur de la mer (coll Junior, 1987), illustré par Solvej Crévelier
  - Gare au dragon ! (coll Faim de loup, 2002), illustré par Eric Puybaret
  - Pas touche à mon copain ! (coll Cadet, 2003), illustré par Daphné Collignon
  - Le vélo (coll Castor Sport), coécrit avec Jean Coué
  - Les larmes de Gros Codile ! (2000), illustré par Philippe Bucamp
- Parue chez Editions de l'Oxalide
  - Drôle de carnaval, (2009), illustré par Sandrine Domaine, version anglaise sous le titre "A Really Weird Carnival", traduit par Margaret Sérandour
- Parue chez Archipoche
  - Les voleurs d'Histoire, (2007), illustré par Thierry Christmann
- Parues chez CPE - Charly jeunesse
  - Le prince qui tortille du derrière ! (2007), illustré par Thierry Christmann
  - Mystères en Sigalonie (2007), illustré par Amélie Clément
- Parues chez Magnard Jeunesse
  - Né de mère inconnue (coll Tipik junior, 2004),
  - La menace de Vylchymyk (coll Fantastiques, 1999)
  - L'évasion de Yanor (coll Fantastiques, 2001)
  - Abélard Pétard (coll P'tits fantastiques, 2002)
  - Un Volant pour tuer (coll P'tits policiers, 2003), illustré par Serge Prud'homme
  - Piteux Python (coll Tipik junior, 2006), illustré par Yannick Robert
  - Peur à Jakarta (coll Tipik Cadet, 2004), illustré par Serge Prud'homme
- Parue chez Bayard
  - De voix en aiguille, dans Un amour d'enfance (2007)
- Parue chez Jasmin
  - L'élu de Shiva (2006)
- Parue chez Belfond
  - L'ami de l'ogre (1990) illustré par Michel Riu
- Parue chez Dargaud
  - Des cheveux blancs sur la soupe ! (1990)
- Paru chez Milan 
  - Le chat de l'ombre, (collection Zanzibar, 1992, illustré par Thierry Christmann)

et de nombreux autres textes (nouvelles, contes, poèmes, articles...) dans différents recueils et diverses revues.